# ديانا توراسي

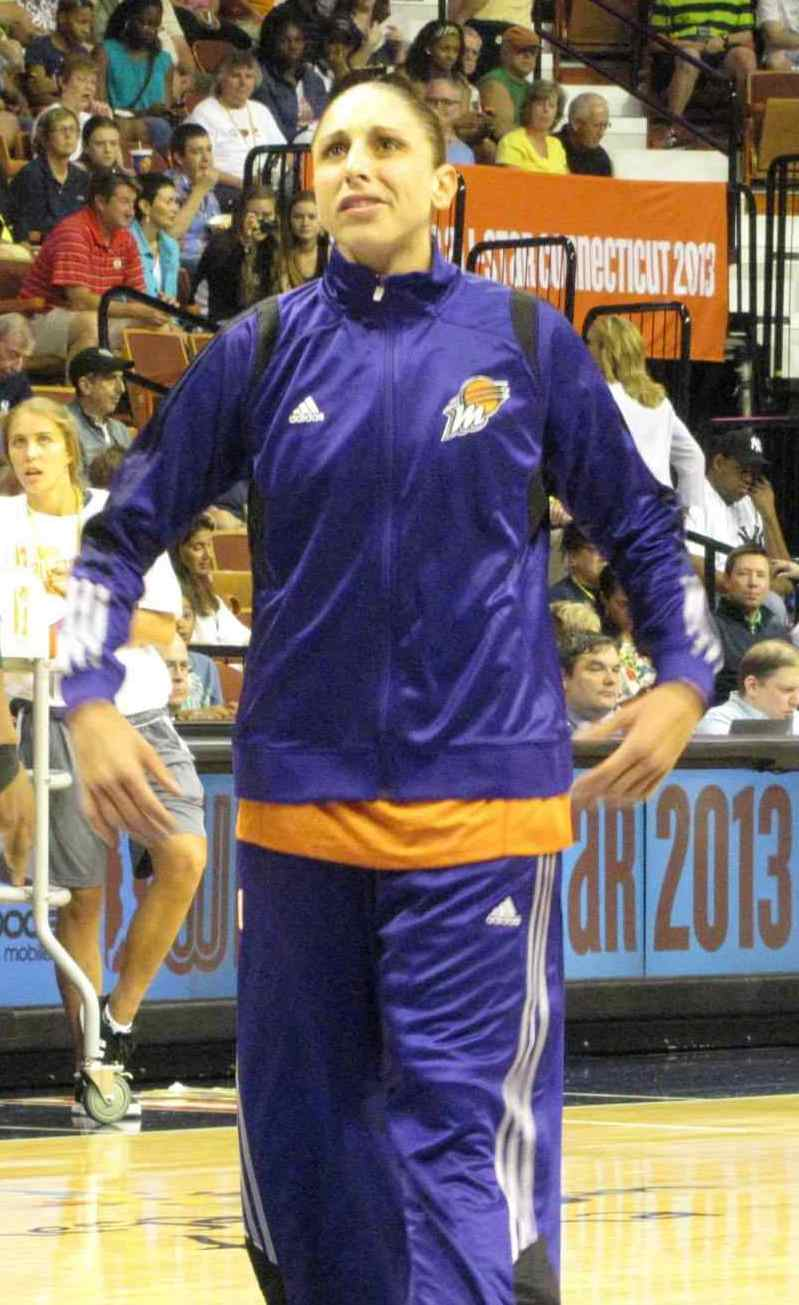

ديانا توراسي (Diana Taurasi) هي لاعبة أولمبية لرياضة كرة السلة من الولايات المتحدة. شاركت في الأولمبياد الصيفي في 2004–2012، وفازت بما مجموعه 3 ميداليات.

## الميداليات
| ذهب | فضة | برونز | المجموع |
| 3   | 0   | 0     | 3       |

## روابط خارجية
- ديانا توراسي على موقع الاتحاد الدولي لكرة السلة (الإنجليزية)
- ديانا توراسي على موقع الاتحاد الوطني لكرة السلة النسائية (الإنجليزية)
- ديانا توراسي على موقع كرة السلة الأوروبية.كوم (الإنجليزية)
- ديانا توراسي على موقع كلية كرة السلة في سبورتس رفرنس.كوم (الإنجليزية)
- ديانا توراسي على موقع بروبوليرز (الإنجليزية)
- ديانا توراسي على موقع سبورتس رفرنس (الإنجليزية)
- ديانا توراسي على موقع سبورتس رفرنس (الإنجليزية)
- ديانا توراسي على موقع اللجنة الأولمبية الدولية (الإنجليزية)
- ديانا توراسي على موقع أوليمبيديا (الإنجليزية)